# Шёппинг, Дитрих Эрнст фон
Дитрих Эрнст фон Шёппинг (нем. Diedrich Ernst von Schöppingk, в Российской империи Дмитрий Фёдорович Шеппинг; 6 июля 1749, усадьба Борнсмюнде, Курляндское герцогство (ныне близ посёлка Зиедони, Рундальский край, Латвия) — 1 июня 1818, Митава) — курляндский землевладелец и государственный деятель.
Представитель баронского рода Шеппингов, происходившего из Вестфалии и обосновавшегося в Курляндии в XV веке, приобретя имение Борнсмюнде недалеко от Бауска.
В 1767—1770 гг. учился в Лейпцигском университете, затем в течение двух лет с образовательными целями путешествовал по Германии, Франции и Швейцарии. Вернувшись в Курляндию, был депутатом нескольких ландтагов. В 1783—1788 гг. капитан (глава администрации волости) в Бауске, в 1788—1794 гг. оберкапитан (глава администрации округа) в Туккуме. В 1794—1796 гг. — последний ландмаршал (председатель ландтага) Курляндского герцогства перед его присоединением к Российской империи. В 1795 г. сопровождал герцога Петра Бирона в его поездке в Санкт-Петербург для отречения от герцогского престола.
В 1797—1803 гг. председатель Высшего апелляционного суда в Митаве. В 1800 г. тайный советник.
В 1812 г., когда на занятой войсками Наполеона территории Курляндии было провозглашено герцогство Курляндское, Семигальское и Пильтенское, Шёппинг занял пост советника при объявленном временным главой герцогства предводителе курляндского дворянства графе фон Медеме.
Награждён орденом Святого Станислава (1787), орденом Святой Анны первого класса (1803).
Женился в 1778 г. на Елизавете Оттоновне Штакельберг (1760—1837), дочери дипломата О. М. Штакельберга. Сыновья — барон Фёдор Дмитриевич Шеппинг (1779—1855), тайный советник, и барон Отто Дмитриевич Шеппинг (1790—1874), генерал-майор.